# Typocerus sinuatus
Typocerus sinuatus là một loài bọ cánh cứng trong họ Cerambycidae.